# Guvna B
Isaac Borquaye (13 de junio de 1989-), más conocido como Guvna B, es un rapero y autor doblemente galardonado con MOBO de Custom House, Londres. Su último álbum, Hands are Made For Working (2018), ha sido transmitido más de 5 millones de veces y debutó en el número 2 en las listas de álbumes de hip hop / rap del Reino Unido. También fue el álbum de rap no explícito más alto del Reino Unido ese año. Su libro debut, Unpopular Culture (2017) se convirtió en un éxito de ventas de Amazon. Su innovador álbum Secret World (2015) fue el primer álbum de rap en encabezar las listas oficiales de álbumes cristianos y gospel. El álbum presentó el sencillo "Nothing But The Blood", que recibió más de 2 millones de visitas en YouTube.
Guvna B es ampliamente considerado como una voz influyente e importante dentro del grime y el hip-hop británico debido a su lirismo inspirador e inspirador y sus puntos de vista sobre la cultura juvenil. Ha aparecido en numerosas ocasiones en Sky News, BBC y Channel 4 para discutir temas que afectan a los jóvenes de comunidades desfavorecidas y cómo pueden alcanzar su máximo potencial.

## Biografía
Guvna B nació en Londres, Inglaterra, en junio de 1989, de padres ghaneses de Acra. Mirando hacia atrás al crecer en Custom House (en el este de Londres), declaró: "Mi educación me ayudó a encontrar mi fe en Jesús. Las cosas negativas que vi en mi sociedad me inspiraron a mejorar e inspirar a las personas a ser lo mejor que pueden ser en lugar de convertirse en productos estereotipados de un entorno negativo". Más tarde se graduó de la Universidad de Hertfordshire. Su música aborda problemas de la vida como la presión de grupo.
En 2010, Guvna B ganó el Premio MOBO al Mejor Acto del Evangelio.
Su historia fue compartida con muchos cuando apareció en la edición del 22 de marzo de 2013 de la revista de la industria musical Music Week en una función que cubre la industria de la música gospel en el Reino Unido.
En enero de 2013, Guvna B lanzó su propia marca de ropa urbana, Allo Mate.
El 15 de junio de 2017, SPCK Publishing publicó su libro debut, Unpopular Culture.
En 2020, en conjunto con la BBC, se unió para hablar sobre la intersección de la fe y la música en "Gospel Meets Hip-Hop". Se detuvo en Reach Records en Atlanta y habló con Lecrae, Andy Mineo y Wande.

## Discografía
- The Narrow Road (31 de mayo de 2008)
- Scrapbook (1 de enero de 2011)
- Next Ting 140 (18 de agosto de 2011)
- Odd1Out (26 de mayo de 2013)
- Scrapbook II (31 de marzo de 2014)
- Something for the Summer (3 de agosto de 2014)[16]
- Secret World (20 de noviembre de 2015)[17]
- Hands are Made for Working (18 de mayo de 2018)

## Premios y nominaciones
| Año  | Categoría                         | Premio                          | Resultado |
| ---- | --------------------------------- | ------------------------------- | --------- |
| 2009 | Gospel Music Awards               | Best Gospel Artist 2009         | Ganador   |
| 2009 | Urban Music Awards                | Best Gospel Act 2009            | Ganador   |
| 2010 | MOBO Awards                       | Best Gospel Act 2010            | Ganador   |
| 2011 | Official Mixtape Awards           | Best Gospel Artist 2009         | Ganador   |
| 2012 | RARE Rising Stars                 | UK's Top 10 Black Students 2012 | Ganador   |
| 2013 | Urban Music Awards                | Best Gospel Artist 2013         | Ganador   |
| 2013 | MOBO Awards                       | Best Gospel Artist 2013         | Nominado  |
| 2013 | Ghana UK-Based Achievement Awards | Music Artist of the Year 2013   | Nominado  |
| 2016 | MOBO Awards                       | Best Gospel Artist 2016         | Ganador   |